# Jiquipilco
Jiquipilco è un comune del Messico, situato nello stato di Messico.